# Warren Clarke
Warren Alan James Clarke (Oldham, 26 de abril de 1947 - Londres, 12 de novembro de 2014) foi um ator inglês.
O ator ficou conhecido por ter participado do filme Laranja Mecânica.